# Vankiva socken
Vankiva socken i Skåne ingick i Västra Göinge härad, ingår sedan 1974 i Hässleholms kommun och motsvarar från 2016 Vankiva distrikt.
Socknens areal är 57,24 kvadratkilometer varav 56,71 land. År 2000 fanns här 1 319 invånare. En del av Hässleholm, tätorten Mala samt tätorten Vankiva med sockenkyrkan Vankiva kyrka ligger i socknen.

## Administrativ historik
Socknen har medeltida ursprung. 
Vid kommunreformen 1862 övergick socknens ansvar för de kyrkliga frågorna till Vankiva församling och för de borgerliga frågorna bildades Vankiva landskommun. En del av landskommunen utbröts 1901 till den då nybildade Hässleholms köping. En del av församlingen utbröts 1 maj 1920 till den då nybildade Hässleholms församling.  Landskommunen uppgick 1952 i Bjärnums landskommun som 1974 uppgick i Hässleholms kommun.
1 januari 2016 inrättades distriktet Vankiva, med samma omfattning som församlingen hade 1999/2000.  
Socknen har tillhört län, fögderier, tingslag och domsagor enligt vad som beskrivs i artikeln Västra Göinge härad. De indelta soldaterna tillhörde Norra skånska infanteriregementet, Västra Göinge kompani och Skånska husarregementet, Livskvadronen, livkompaniet.

## Geografi
Vankiva socken ligger närmast nordväst om Hässleholm kring Almaån. Socknen är i söder en odlad slättbygd och i norr en skogsbygd med inslag av odlingsbygd.

## Fornlämningar
Från stenåldern har nära 20 boplatser påträffats. Från järnåldern finns gravar, två gravfält, domarringar, skeppssättningar  och resta stenar.
Vid Mala ligger järnåldersgravfältet Mala stenar.

## Namnet
Namnet skrevs på 1481 Wandhkiffä och kommer från den gamla kyrkbyn. Namnet innehåller vann, 'vatten' och kiv, 'strid' och avser ett bäckmöte öster om kyrkan..